# Noyant-Villages
Noyant-Villages [nwajɑ̃ vilaʒ]  est une commune nouvelle française située dans le département de Maine-et-Loire, en région Pays de la Loire. Elle a été créée le 15 décembre 2016,.
Elle est issue du regroupement de 14 communes, le chef-lieu étant situé à Noyant.

## Géographie

### Localisation
Noyant-Villages est à 17 km à l'est de Baugé-en-Anjou et à 35 km au nord de Saumur.

### Communes limitrophes
| Savigné-sous-le-Lude (Sarthe) | Le Lude (Sarthe)                         | La Chapelle-aux-Choux (Sarthe), Villiers-au-Bouin (Indre-et-Loire), Marcilly-sur-Maulne (Indre-et-Loire)              |
| Baugé-en-Anjou                | Noyant-Villages                          | Lublé (Indre-et-Loire), Saint-Laurent-de-Lin (Indre-et-Loire par un quadripoint), Channay-sur-Lathan (Indre-et-Loire) |
| Mouliherne                    | Vernantes, Vernoil-le-Fourrier, Courléon | Rillé (Indre-et-Loire), Gizeux (Indre-et-Loire)                                                                       |
| Enclave : La Pellerine        |                                          | |

### Climat
Pour des articles plus généraux, voir Climat des Pays de la Loire et Climat de Maine-et-Loire.
En 2010, le climat de la commune est de type climat océanique altéré, selon une étude du CNRS s'appuyant sur une série de données couvrant la période 1971-2000. En 2020, Météo-France publie une typologie des climats de la France métropolitaine dans laquelle la commune est exposée à un climat océanique et est dans la région climatique Moyenne vallée de la Loire, caractérisée par une bonne insolation (1 850 h/an) et un été peu pluvieux.
Pour la période 1971-2000, la température annuelle moyenne est de 11,5 °C, avec une amplitude thermique annuelle de 14,5 °C. Le cumul annuel moyen de précipitations est de 664 mm, avec 11,7 jours de précipitations en janvier et 6,1 jours en juillet. Pour la période 1991-2020, la température moyenne annuelle observée sur la station météorologique de Météo-France la plus proche, sur la commune de Channay-sur-Lathan à 12 km à vol d'oiseau, est de 12,1 °C et le cumul annuel moyen de précipitations est de 708,7 mm,. Pour l'avenir, les paramètres climatiques de la commune estimés pour 2050 selon différents scénarios d'émission de gaz à effet de serre sont consultables sur un site dédié publié par Météo-France en novembre 2022.

## Urbanisme

### Typologie
Au 1er janvier 2024, Noyant-Villages est catégorisée commune rurale à habitat très dispersé, selon la nouvelle grille communale de densité à sept niveaux définie par l'Insee en 2022.
Elle est située hors unité urbaine et hors attraction des villes,.

## Toponymie
Voir celle de l'ancienne commune de Noyant.

## Histoire
Il convient de se reporter aux articles consacrés aux anciennes communes fusionnées.

## Politique et administration

### Administration municipale
| Période          | Période                   | Identité      | Étiquette      | Qualité |
| ---------------- | ------------------------- | ------------- | -------------- | --- |
| 15 décembre 2016 | En cours (au 27 mai 2020) | Adrien Denis, | LR - LMR - REC | Exploitant agricole 6e vice-président de la CC Baugeois Vallée Président départemental de l'Association des maires ruraux de France |

### Communes déléguées
La commune de Noyant-Villages est constituée de quatorze communes déléguées.

Carte du territoire avec les communes déléguées.

| Nom                    | Code Insee | Intercommunalité   | Superficie (km2) | Population (dernière pop. légale) | Densité (hab./km2) |
| ---------------------- | ---------- | ------------------ | ---------------- | --------------------------------- | ------------------ |
| Noyant (siège)         | 49228      | CC Baugeois Vallée | 27,41            | 1 830 (2014)                      | 67                 |
| Auverse                | 49013      | CC Baugeois Vallée | 30,74            | 441 (2014)                        | 14                 |
| Breil                  | 49044      | CC Baugeois Vallée | 15,09            | 271 (2014)                        | 18                 |
| Broc                   | 49052      | CC Baugeois Vallée | 21,23            | 312 (2014)                        | 15                 |
| Chalonnes-sous-le-Lude | 49062      | CC Baugeois Vallée | 16,49            | 130 (2014)                        | 7,9                |
| Chavaignes             | 49087      | CC Baugeois Vallée | 7,42             | 95 (2014)                         | 13                 |
| Chigné                 | 49098      | CC Baugeois Vallée | 25,22            | 312 (2014)                        | 12                 |
| Dénezé-sous-le-Lude    | 49122      | CC Baugeois Vallée | 15,05            | 304 (2014)                        | 20                 |
| Genneteil              | 49150      | CC Baugeois Vallée | 35,95            | 333 (2014)                        | 9,3                |
| Lasse                  | 49173      | CC Baugeois Vallée | 28,94            | 285 (2014)                        | 9,8                |
| Linières-Bouton        | 49175      | CC Baugeois Vallée | 9,89             | 84 (2014)                         | 8,5                |
| Meigné-le-Vicomte      | 49197      | CC Baugeois Vallée | 23,13            | 315 (2014)                        | 14                 |
| Méon                   | 49202      | CC Baugeois Vallée | 15,04            | 265 (2014)                        | 18                 |
| Parçay-les-Pins        | 49234      | CC Baugeois Vallée | 27,85            | 892 (2014)                        | 32                 |

## Population et société

### Démographie

#### Évolution démographique
L'évolution du nombre d'habitants est connue à travers les recensements de la population effectués dans la commune depuis sa création.

En 2022, la commune comptait 5 473 habitants, en évolution de −3,64 % par rapport à 2016 (Maine-et-Loire : +2,12 %, France hors Mayotte : +2,11 %).
| 2015  | 2016  | 2021  | 2022  |
| ----- | ----- | ----- | ----- |
| 5 760 | 5 680 | 5 501 | 5 473 |

#### Pyramide des âges
La population de la commune est relativement âgée. En 2021, le taux de personnes d'un âge inférieur à 30 ans s'élève à 29,3 %, soit en dessous de la moyenne départementale (36,7 %). À l'inverse, le taux de personnes d'âge supérieur à 60 ans est de 36,3 % la même année, alors qu'il est de 26,5 % au niveau départemental.
En 2021, la commune comptait 2 782 hommes pour 2 719 femmes, soit un taux de 50,57 % d'hommes, supérieur au taux départemental (48,6 %).
Les pyramides des âges de la commune et du département s'établissent comme suit.
| Hommes | Classe d’âge | Femmes |
| ------ | ------------ | ------ |
| 1,5    | 90 ou +      | 3,7    |
| 11,0   | 75-89 ans    | 12,5   |
| 21,9   | 60-74 ans    | 22,1   |
| 20,3   | 45-59 ans    | 20,0   |
| 14,4   | 30-44 ans    | 14,1   |
| 14,8   | 15-29 ans    | 13     |
| 16,1   | 0-14 ans     | 14,7   |

| Hommes | Classe d’âge | Femmes |
| ------ | ------------ | ------ |
| 0,9    | 90 ou +      | 2,1    |
| 7      | 75-89 ans    | 9,5    |
| 16,2   | 60-74 ans    | 16,9   |
| 19,4   | 45-59 ans    | 18,7   |
| 18,2   | 30-44 ans    | 17,5   |
| 18,8   | 15-29 ans    | 17,6   |
| 19,5   | 0-14 ans     | 17,6   |

## Économie
Il convient de se reporter aux articles consacrés aux anciennes communes fusionnées.

## Culture locale et patrimoine

### Lieux et monuments
Il convient de se reporter aux articles consacrés aux anciennes communes fusionnées.

### Personnalités liées à la commune
Il convient de se reporter aux articles consacrés aux anciennes communes fusionnées.